# Voo Arrow Air 1285
Voo 1285 da Arrow Air era um avião Douglas DC-8-63CF, de matrícula N950JW, que operou como um voo charter internacional transportando militares dos Estados Unidos do Cairo, no Egito, para a sua base em Fort Campbell, Kentucky, através de Colónia, Alemanha e Gander, Terra Nova. Na manhã de 12 de dezembro de 1985, pouco depois de decolar de Gander em rota para Fort Campbell, a aeronave perdeu sustentação, caiu e queimou a cerca de meia milha da pista, matando todos os 256 passageiros e tripulantes a bordo.
O acidente foi investigado pela Canadian Aviation Safety Board (CASB), que determinou que a causa provável do acidente foi a de a aeronave arrastar-se fortemente de maneira inesperada e sua condição de elevação reduzida, provavelmente devido à contaminação por gelo sobre as bordas das asas principais e superfícies superiores, além de decolar (e voar) com peso excessivo. Uma opinião minoritária afirmou que o acidente poderia ter sido causado por uma explosão a bordo de origem desconhecida antes do impacto, no entanto anos mais tarde a explosão foi totalmente descartada.

## História de voo
O avião, um McDonnell Douglas DC-8-63CF, foi fretado para transportar pessoal dos EUA de serviço, todos os membros da Divisão Aérea 101, Exército dos Estados Unidos, após seis meses de estada na  Sinai, onde serviram na Força Multinacional e Observadores - uma missão de paz - de volta para sua base em Fort Campbell, Kentucky. O DC-8 envolvido no acidente tinha sido construído em 1969, e tinha sido arrendado para a Arrow Air pelo seu proprietário, Internacional Air Leases.